# Theristus paraelaboratus
Theristus paraelaboratus är en rundmaskart. Theristus paraelaboratus ingår i släktet Theristus och familjen Monhysteridae. Inga underarter finns listade i Catalogue of Life.